# 福井県道180号東郷福井線
福井県道180号東郷福井線（ふくいけんどう180ごう とうごうふくいせん）は福井県福井市内の主要地方道相互間を結ぶ一般県道である。

## 路線概要
福井市東郷地区（旧足羽郡足羽町役場所在地）で福井県道32号清水美山線より分岐し、足羽川左岸近くの平野部を経て福井市街地へ至る路線。
最初の約400m区間は、幅5 mほどで築堤もない水路的な堂田川を挟んで上下線別の一方通行路。川沿いに柳などの樹木が植えられており、古くからの酒造場があるなど宿場町の面影を残している。川沿いから逸れての上下線合流後も中央線がなく、集落の中を抜けてゆく。集落の西端部、越美北線（九頭竜線）と平面交差する東郷踏切を過ぎると田園風景の2車線路が約4 km続き、国道8号と交差する直前から市街地に入る。しかし福井市板垣 - 春日のクランク区間は、直進方向の市道のほうが道路幅が広いところもあって、県道区間標識を見落とすと逸脱するおそれがある。最後の曲折部の北側には福井刑務所のコンクリート塀が続いており、その先の足羽川と最接近する地点の堤防は平成16年7月福井豪雨時の破堤箇所。北陸新幹線・北陸本線との交差部にある春日アンダーパスを潜り地平部へ戻ってすぐ、福井鉄道福武線が専用軌道部から併用路上に出てくる福井県道28号福井朝日武生線（フェニックス通り）新木田交差点で終点となる。

### 路線データ
- 起点：福井県福井市東郷二ケ町
- 終点：同市西木田一丁目

## 接続道路
- 福井県道32号清水美山線（福井市東郷二ケ町、起点）
- 福井県道25号福井今立線（福井市東郷中島町 -＜重複＞- 同市稲津町）
- 国道8号（福井バイパス・東環状線）（福井市下馬二丁目・板垣交差点）
- 福井県道116号徳光福井線（福井市下馬二丁目・板垣交差点 -＜重複＞- 同市板垣四丁目）
- 木田橋通り（福井市春日二丁目・春日交差点）
- 福井県道28号福井朝日武生線（福井市西木田一丁目・新木田交差点、終点）
- 福井県道229号福井鯖江線（福井市西木田一丁目・新木田交差点、終点）

## 沿線
- JR越美北線 越前東郷駅
- 福井市東体育館・福井市役所東足羽連絡所
- JR越美北線 足羽駅
- 福井市足羽第一中学校
- 福井県農業協同組合 福井南部農業施設センター
- 福井県立図書館・福井県公文書館・福井県ふるさと文学館
- 福井市美術館（アートラボふくい）
- 福井南郵便局
- 福井刑務所
- 福井市企業局 一本木浄水場
- 福井鉄道福武線 商工会議所前駅

## 別名
- 板垣橋通り（福井市、福井県道116号徳光福井線重複区間）